# Cinque colpi di pistola
Cinque colpi di pistola (Five Guns West) è un film western statunitense del 1955 diretto da Roger Corman.

## Trama
Dawn Springs, Kansas, Stati Uniti, periodo della guerra di secessione. Shalee è una ragazza che lavora insieme al padre in una stazione di rifornimento per diligenze nel deserto del West. Ad un certo punto arrivano cinque fuorilegge che devono aspettare in quel posto una diligenza che hanno intenzione di rapinare.
I cinque prendono in ostaggio Shalee ma poi cominciano a litigare fra loro fino a quando si scopre che uno dei cinque fuorilegge è in realtà un ufficiale degli Stati Confederati unitosi alla banda e che i banditi erano stati arruolati dai confederati per catturare Stephen Jethro, una spia vendutasi all'Unione che doveva giungere con la diligenza. Ai criminali, condannati all'impiccagione, era stato offerto il condono di tutti i loro reati ma poi ognuno di loro aveva deciso di rapinare i soldi che la spia portava con sé e di uccidere tutti gli altri.

## Produzione
Il film è stato prodotto dalla Palo Alto Productions e girato a Los Angeles, California (a Chatsworth, all'Iverson Ranch e al Jack Ingram Ranch) con un budget stimato in 60.000 dollari. È uno dei primi film diretti dal prolifico regista Roger Corman.

## Distribuzione
Alcune delle uscite internazionali sono state:
- 15 aprile 1955 negli Stati Uniti (Five Guns West)
- 30 aprile 1956 in Danimarca
- novembre 1958 in Turchia (Bes kisi ölecek)
- 23 dicembre 1961 in Giappone
- in Brasile (Cinco Pistolas do Oeste)
- in Spagna (Cinco pistolas)
- in Italia (Cinque colpi di pistola)
- in Svezia (Dödsfällan vid Dawn Springs)
- in Germania Ovest (Fünf Revolver gehen nach Westen)
- in Grecia (Pente pistolia sti Dysi)
- in Danimarca (Pigen og diligencerøverne)

## Promozione
La tagline è: "Kiss for Kiss! Bullet for Bullet!" ("Bacio per bacio! Pallottola per pallottola").